# Franz Rützler
Franz Josef Rützler (* 17. Oktober 1923 in Sonntag; † 15. Mai 1986 in Hard) war ein  österreichischer Politiker (ÖVP), Kesselwärter und Betriebsschlosser. Er war von 1964 bis 1969 Abgeordneter zum Vorarlberger Landtag.

## Ausbildung und Beruf
Nach dem Besuch der einklassigen Volksschule Sonntag-Seeberg absolvierte Rützler drei Winter lang die Landwirtschaftliche Berufsschule in Sonntag. Er arbeitete von 1937 bis Dezember 1941 am elterlichen Bauernhof und im Lohnsägebetrieb mit. Er wurde von Dezember 1941 bis Februar 1942 zum Reichsarbeitsdienst eingezogen und kämpfte danach im Zweiten Weltkrieg. Im September 1945 kehrte er aus der Kriegsgefangenschaft zurück. Nach seiner Heimkehr arbeitete er bis Mai 1946 erneut im elterlichen Betrieb mit, musste jedoch seine landwirtschaftliche Tätigkeit auf Grund der Kriegsfolgen aufgeben. Er trat im Juni 1946 als Hilfsarbeiter bei der Chemischen Fabrik Dr. Eberle ein und absolvierte eine Ausbildung zum Heizer und Betriebsschlosser. Er schloss seine Ausbildung mit der Heizerprüfung ab. Nebenberuflich war er bei der Bundesländerversicherung beschäftigt.

## Politik und Funktionen
Nachdem Rützler zwischen 1935 und 1938 Mitglied bei „Jung-Österreich“ gewesen war, trat er im Juli 1946 der Österreichischen Volkspartei und dem ÖAAB bei. Er fungierte von 1947 bis 1962 als Obmann des ÖAAB Hard und war auf Landesebene ab 1949 Mitglied im ÖAAB-Landesgruppenvorstand. Ab 1960 war er zudem Mitglied im Landespräsidium des ÖAAB Vorarlberg sowie stellvertretender Landesobmann. In der ÖVP wirkte er auf Lokalebene ab 1949 als Mitglied der ÖVP Ortsparteileitung Hard, 1956 übernahm er das Amt des Ortsparteiobmann der ÖVP Hard. Er war auf Landesebene Mitglied der Landesparteileitung und Mitglied des Landesparteirates der ÖVP Vorarlberg.
Rützler vertrat die ÖVP als Abgeordneter des Wahlbezirkes Bregenz vom 29. Oktober 1964 bis zum 28. Oktober 1969 im Vorarlberger Landtag, wobei er Mitglied im Rechts- und Immunitätsausschuss, Mitglied und Obmannstellvertreter im Landwirtschaftlichen Ausschuss sowie Mitglied im Volkswirtschaftlichen Ausschuss war. Lokalpolitisch war Rützler von 1950 bis 1955 Ersatzmitglied der Gemeindevertretung Hard und von 1955 bis 1970 Mitglied der Gemeindevertretung.

## Privates
Franz Rützler war der Sohn des Landwirts Pirmin Rützler aus Sonntagberg und dessen Gattin Delfina Rützler, geborene Burtscher. Er heiratete am 17. Oktober 1946 Rosa Birnbaumer und wurde Vater von fünf Töchtern.